# Список українських футбольних трансферів (зима 2016—2017)
Українські трансфери у зимове трансферне вікно 2016—2017 років. До списку додані усі футболісти, які прийшли, або покинули клуб Прем'єр-ліги, в тому числі на правах оренди. 
Оскільки за регламентом гравці без клубу можуть долучатися до клубів у будь-який час, у тому числі і між трансферними вікнами, в список потрапили лише ті вільні агенти, які підписали контракт із клубом під час зимового трансферного вікна.
Клуби «Дніпро» і «Волинь» не мали права заявляти нових футболістів у це трансферне вікно через борги.

## Прем'єр-ліга

### «Волинь»
| № | Поз. | Нац. | Гравець                           |
| - | ---- | ---- | --------------------------------- |
|   |      |      | Не мали права підписувати гравців |

| № | Поз. | Нац. | Гравець                           |
| - | ---- | ---- | --------------------------------- |
|   |      |      | Не мали права підписувати гравців |

| №  | Поз. | Нац.    | Гравець                       |
| -- | ---- | ------- | ----------------------------- |
| 15 | ЗХ   | Україна | Артем Шабанов (В «Сталь»)     |
| 77 | НП   | Україна | Віктор Хомченко (В «Карпати») |

| №  | Поз. | Нац.    | Гравець                       |
| -- | ---- | ------- | ----------------------------- |
| 15 | ЗХ   | Україна | Артем Шабанов (В «Сталь»)     |
| 77 | НП   | Україна | Віктор Хомченко (В «Карпати») |

### «Ворскла»
| №  | Поз. | Нац.    | Гравець                                             |
| -- | ---- | ------- | --------------------------------------------------- |
| 12 | ВР   | Україна | Богдан Сарнавський (З «Уфи»)                        |
| 3  | ЗХ   | Україна | Роман Кунєв (З «Кременя»)                           |
| 33 | ЗХ   | Україна | Олександр Чижов (З «Окжетпеса»)                     |
| 10 | ПЗ   | Україна | Сергій Мякушко (В оренду з «Динамо» (Київ)          |
| 11 | ПЗ   | Україна | В'ячеслав Шарпар (З «Атирау»)                       |
|    | НП   | Україна | Євген Буднік (Повернення оренди з «Динамо» (Мінськ) |
| 7  | НП   | Україна | Михайло Удод (З «Динамо» (Київ)                     |

| №  | Поз. | Нац.    | Гравець                                             |
| -- | ---- | ------- | --------------------------------------------------- |
| 12 | ВР   | Україна | Богдан Сарнавський (З «Уфи»)                        |
| 3  | ЗХ   | Україна | Роман Кунєв (З «Кременя»)                           |
| 33 | ЗХ   | Україна | Олександр Чижов (З «Окжетпеса»)                     |
| 10 | ПЗ   | Україна | Сергій Мякушко (В оренду з «Динамо» (Київ)          |
| 11 | ПЗ   | Україна | В'ячеслав Шарпар (З «Атирау»)                       |
|    | НП   | Україна | Євген Буднік (Повернення оренди з «Динамо» (Мінськ) |
| 7  | НП   | Україна | Михайло Удод (З «Динамо» (Київ)                     |

| №  | Поз. | Нац.       | Гравець                                         |
| -- | ---- | ---------- | ----------------------------------------------- |
| 12 | ВР   | Україна    | Дмитро Непогодов (В «Тобол»)                    |
|    | ВР   | Україна    | Вадим Шевчук (В «Платаніас»}}                   |
|    | ВР   | Україна    | Олександр Ткаченко (Оренда в «Гірник-спорт»)    |
| 3  | ЗХ   | Україна    | Сергій Сімінін (В «Олександрію»)                |
| 99 | ЗХ   | Україна    | Андрій Пилявський (Повернення оренди в «Рубін») |
| 34 | ЗХ   | Україна    | Олексій Дитятьєв (В «Карпати»)                  |
|    | ПЗ   | Україна    | Петро Намуйлик (Вільний агент)                  |
| 9  | ПЗ   | Узбекистан | Санжар Турсунов (В «Аль-Харітіят»)              |
|    | ПЗ   | Хорватія   | Младен Бартулович (В «Медзь»)                   |
| 11 | ПЗ   | Грузія     | Олександр Кобахідзе (В «Гезтепе»)               |
| 27 | ПЗ   | Україна    | Олег Голодюк (В «Карпати»)                      |
| 10 | НП   | Україна    | Юрій Коломоєць (В МТК)                          |
| 22 | НП   | Україна    | Євген Буднік (В «Капфенберг»)                   |

| №  | Поз. | Нац.       | Гравець                                         |
| -- | ---- | ---------- | ----------------------------------------------- |
| 12 | ВР   | Україна    | Дмитро Непогодов (В «Тобол»)                    |
|    | ВР   | Україна    | Вадим Шевчук (В «Платаніас»}}                   |
|    | ВР   | Україна    | Олександр Ткаченко (Оренда в «Гірник-спорт»)    |
| 3  | ЗХ   | Україна    | Сергій Сімінін (В «Олександрію»)                |
| 99 | ЗХ   | Україна    | Андрій Пилявський (Повернення оренди в «Рубін») |
| 34 | ЗХ   | Україна    | Олексій Дитятьєв (В «Карпати»)                  |
|    | ПЗ   | Україна    | Петро Намуйлик (Вільний агент)                  |
| 9  | ПЗ   | Узбекистан | Санжар Турсунов (В «Аль-Харітіят»)              |
|    | ПЗ   | Хорватія   | Младен Бартулович (В «Медзь»)                   |
| 11 | ПЗ   | Грузія     | Олександр Кобахідзе (В «Гезтепе»)               |
| 27 | ПЗ   | Україна    | Олег Голодюк (В «Карпати»)                      |
| 10 | НП   | Україна    | Юрій Коломоєць (В МТК)                          |
| 22 | НП   | Україна    | Євген Буднік (В «Капфенберг»)                   |

### «Динамо»
| №  | Поз. | Нац.     | Гравець                                                  |
| -- | ---- | -------- | -------------------------------------------------------- |
| 4  | ЗХ   | Сербія   | Александар Пантич (З «Вільярреалу»)                      |
| 44 | ЗХ   | Угорщина | Тамаш Кадар (З «Леха» (Познань)                          |
|    | ПЗ   | Україна  | Владислав Калітвінцев (Повернення оренди з «Чорноморця») |
|    | ПЗ   | Україна  | Віталій Гемега (Повернення оренди з «Вісли» (Плоцьк)     |
|    | НП   | Колумбія | Андрес Ескобар (Повернення оренди з «Мільйонаріоса»)     |
| 20 | НП   | Україна  | Роман Яремчук (Повернення оренди з «Олександрії»)        |

| №  | Поз. | Нац.     | Гравець                                                  |
| -- | ---- | -------- | -------------------------------------------------------- |
| 4  | ЗХ   | Сербія   | Александар Пантич (З «Вільярреалу»)                      |
| 44 | ЗХ   | Угорщина | Тамаш Кадар (З «Леха» (Познань)                          |
|    | ПЗ   | Україна  | Владислав Калітвінцев (Повернення оренди з «Чорноморця») |
|    | ПЗ   | Україна  | Віталій Гемега (Повернення оренди з «Вісли» (Плоцьк)     |
|    | НП   | Колумбія | Андрес Ескобар (Повернення оренди з «Мільйонаріоса»)     |
| 20 | НП   | Україна  | Роман Яремчук (Повернення оренди з «Олександрії»)        |

| №  | Поз. | Нац.     | Гравець                                           |
| -- | ---- | -------- | ------------------------------------------------- |
|    | ВР   | Україна  | Олександр Шовковський (Завершив кар'єру)          |
| 87 | ВР   | Україна  | Олександр Рибка (В «Карабюкспор»)                 |
| 33 | ЗХ   | Україна  | Євген Селін (В «Астерас»)                         |
|    | ЗХ   | Україна  | Євгеній Макаренко (Вільний агент)                 |
|    | ПЗ   | Україна  | Олег Гусєв (Вільний агент)                        |
| 15 | ПЗ   | Україна  | Віталій Гемега (В «Олімпік» (Донецьк)             |
| 33 | ПЗ   | Україна  | Ренат Мочуляк (В «Платаніас»)                     |
| 10 | ПЗ   | Україна  | Сергій Мякушко (В оренду в «Ворсклу»)             |
| 15 | ПЗ   | Україна  | Владислав Калітвінцев (В оренду в «Зорю»)         |
|    | ПЗ   | Україна  | Олексій Хахльов (В «Алавес»)                      |
|    | ПЗ   | Україна  | Артем Громов (Вільний агент)                      |
|    | НП   | Нігерія  | Лукман Аруна (Вільний агент).                     |
|    | НП   | Україна  | Михайло Удод (В «Ворсклу»)                        |
|    | НП   | Колумбія | Андрес Ескобар (В оренду в «Васко да Гама»)       |
|    | НП   | Бразилія | Жуніор Мораес (В оренду в «Тяньцзінь Цюаньцзянь») |
| 21 | НП   | Україна  | Олександр Гладкий (В оренду в «Карпати»}}         |

| №  | Поз. | Нац.     | Гравець                                           |
| -- | ---- | -------- | ------------------------------------------------- |
|    | ВР   | Україна  | Олександр Шовковський (Завершив кар'єру)          |
| 87 | ВР   | Україна  | Олександр Рибка (В «Карабюкспор»)                 |
| 33 | ЗХ   | Україна  | Євген Селін (В «Астерас»)                         |
|    | ЗХ   | Україна  | Євгеній Макаренко (Вільний агент)                 |
|    | ПЗ   | Україна  | Олег Гусєв (Вільний агент)                        |
| 15 | ПЗ   | Україна  | Віталій Гемега (В «Олімпік» (Донецьк)             |
| 33 | ПЗ   | Україна  | Ренат Мочуляк (В «Платаніас»)                     |
| 10 | ПЗ   | Україна  | Сергій Мякушко (В оренду в «Ворсклу»)             |
| 15 | ПЗ   | Україна  | Владислав Калітвінцев (В оренду в «Зорю»)         |
|    | ПЗ   | Україна  | Олексій Хахльов (В «Алавес»)                      |
|    | ПЗ   | Україна  | Артем Громов (Вільний агент)                      |
|    | НП   | Нігерія  | Лукман Аруна (Вільний агент).                     |
|    | НП   | Україна  | Михайло Удод (В «Ворсклу»)                        |
|    | НП   | Колумбія | Андрес Ескобар (В оренду в «Васко да Гама»)       |
|    | НП   | Бразилія | Жуніор Мораес (В оренду в «Тяньцзінь Цюаньцзянь») |
| 21 | НП   | Україна  | Олександр Гладкий (В оренду в «Карпати»}}         |

### «Дніпро»
| № | Поз. | Нац. | Гравець                           |
| - | ---- | ---- | --------------------------------- |
|   |      |      | Не мали права підписувати гравців |

| № | Поз. | Нац. | Гравець                           |
| - | ---- | ---- | --------------------------------- |
|   |      |      | Не мали права підписувати гравців |

| №  | Поз. | Нац.     | Гравець                              |
| -- | ---- | -------- | ------------------------------------ |
|    | ВР   | Україна  | Ігор Варцаба (Вільний агент)         |
|    | ЗХ   | Бразилія | Андерсон Піко (Вільний агент)        |
| 21 | ЗХ   | Україна  | Олексій Ларін (В «Дунав»)            |
|    | ПЗ   | Україна  | Сергій Назаренко (Вільний агент)     |
|    | ПЗ   | Україна  | Сергій Політило (В «Окжетпес»)       |
|    | ПЗ   | Україна  | Олександр Васильєв (Вільний агент)   |
| 97 | ПЗ   | Україна  | Андрій Блізніченко (В «Карабюкспор») |
| 77 | ПЗ   | Україна  | Валерій Лучкевич (В «Стандард»)      |
| 17 | НП   | Україна  | Євген Бохашвілі (В «Рух» (Винники)   |

| №  | Поз. | Нац.     | Гравець                              |
| -- | ---- | -------- | ------------------------------------ |
|    | ВР   | Україна  | Ігор Варцаба (Вільний агент)         |
|    | ЗХ   | Бразилія | Андерсон Піко (Вільний агент)        |
| 21 | ЗХ   | Україна  | Олексій Ларін (В «Дунав»)            |
|    | ПЗ   | Україна  | Сергій Назаренко (Вільний агент)     |
|    | ПЗ   | Україна  | Сергій Політило (В «Окжетпес»)       |
|    | ПЗ   | Україна  | Олександр Васильєв (Вільний агент)   |
| 97 | ПЗ   | Україна  | Андрій Блізніченко (В «Карабюкспор») |
| 77 | ПЗ   | Україна  | Валерій Лучкевич (В «Стандард»)      |
| 17 | НП   | Україна  | Євген Бохашвілі (В «Рух» (Винники)   |

### «Зірка»
| №  | Поз. | Нац.     | Гравець                               |
| -- | ---- | -------- | ------------------------------------- |
| 17 | ЗХ   | Бразилія | Наїлсон (В оренду з «Фамалікана»)     |
| 5  | ПЗ   | Бразилія | Брунінью (З «Собрадіньйо»)            |
| 7  | ПЗ   | Україна  | Максим Драченко (З «Олімпіка»)        |
| 99 | ПЗ   | Україна  | Микита Жуков (В оренду з «Інгульця»)  |
| 10 | НП   | Україна  | Адерінсола Есеола (З «Арсенала-Київ») |

| №  | Поз. | Нац.     | Гравець                               |
| -- | ---- | -------- | ------------------------------------- |
| 17 | ЗХ   | Бразилія | Наїлсон (В оренду з «Фамалікана»)     |
| 5  | ПЗ   | Бразилія | Брунінью (З «Собрадіньйо»)            |
| 7  | ПЗ   | Україна  | Максим Драченко (З «Олімпіка»)        |
| 99 | ПЗ   | Україна  | Микита Жуков (В оренду з «Інгульця»)  |
| 10 | НП   | Україна  | Адерінсола Есеола (З «Арсенала-Київ») |

| № | Поз. | Нац.       | Гравець                                       |
| - | ---- | ---------- | --------------------------------------------- |
|   | ВР   | Україна    | Геннадій Ганєв (В «Інгулець»)                 |
|   | ЗХ   | Україна    | Ярема Каваців (В «Верес»)                     |
|   | ЗХ   | Україна    | Володимир Баєнко (В «Бухару»)                 |
|   | ЗХ   | Іспанія    | Айтор Фернандес (В «Естремадуру»)             |
|   | ПЗ   | Україна    | Олександр Кочура (Завершив кар'єру)           |
|   | ПЗ   | Україна    | Руслан Зубков (Вільний агент)                 |
|   | ПЗ   | Україна    | Ігор Калінін (В «Волгар»)                     |
|   | НП   | Україна    | Роман Локтіонов (Вільний агент)               |
|   | НП   | Україна    | Артем Фаворов (В оренду в «Вайле»)            |
|   | НП   | Коста-Рика | Джонатан Моя (Повернення оренди в «Сапріссу») |

| № | Поз. | Нац.       | Гравець                                       |
| - | ---- | ---------- | --------------------------------------------- |
|   | ВР   | Україна    | Геннадій Ганєв (В «Інгулець»)                 |
|   | ЗХ   | Україна    | Ярема Каваців (В «Верес»)                     |
|   | ЗХ   | Україна    | Володимир Баєнко (В «Бухару»)                 |
|   | ЗХ   | Іспанія    | Айтор Фернандес (В «Естремадуру»)             |
|   | ПЗ   | Україна    | Олександр Кочура (Завершив кар'єру)           |
|   | ПЗ   | Україна    | Руслан Зубков (Вільний агент)                 |
|   | ПЗ   | Україна    | Ігор Калінін (В «Волгар»)                     |
|   | НП   | Україна    | Роман Локтіонов (Вільний агент)               |
|   | НП   | Україна    | Артем Фаворов (В оренду в «Вайле»)            |
|   | НП   | Коста-Рика | Джонатан Моя (Повернення оренди в «Сапріссу») |

### «Зоря»
| №  | Поз. | Нац.     | Гравець                                        |
| -- | ---- | -------- | ---------------------------------------------- |
| 99 | ЗХ   | Україна  | Андрій Пилявський (В оренду з «Рубіну»)        |
| 36 | ПЗ   | Україна  | Руслан Бабенко (З «Буде-Глімт»)                |
| 32 | ПЗ   | Сербія   | Анджело Качавенда (З «Воєводини»)              |
|    | ПЗ   | Україна  | Максим Банасевич (Повернення оренди з «Десни») |
| 15 | ПЗ   | Україна  | Владислав Калітвінцев (В оренду з «Динамо»}}   |
| 17 | НП   | Вірменія | Гегам Кадимян (З «Карпат»)                     |

| №  | Поз. | Нац.     | Гравець                                        |
| -- | ---- | -------- | ---------------------------------------------- |
| 99 | ЗХ   | Україна  | Андрій Пилявський (В оренду з «Рубіну»)        |
| 36 | ПЗ   | Україна  | Руслан Бабенко (З «Буде-Глімт»)                |
| 32 | ПЗ   | Сербія   | Анджело Качавенда (З «Воєводини»)              |
|    | ПЗ   | Україна  | Максим Банасевич (Повернення оренди з «Десни») |
| 15 | ПЗ   | Україна  | Владислав Калітвінцев (В оренду з «Динамо»}}   |
| 17 | НП   | Вірменія | Гегам Кадимян (З «Карпат»)                     |

| № | Поз. | Нац.     | Гравець                                           |
| - | ---- | -------- | ------------------------------------------------- |
|   | ВР   | Україна  | Андрій Полтавцев (В оренду в «Авангард»)          |
|   | ЗХ   | Україна  | Євгеній Ткачук (В «Іртиш»)                        |
|   | ПЗ   | Україна  | Олександр Караваєв (Повернення оренди в «Шахтар») |
| 3 | ПЗ   | Білорусь | Михайло Сіваков (В «Оренбург»)                    |
|   | ПЗ   | Україна  | Максим Банасевич (В «Десну»)                      |
|   | НП   | Україна  | Ярослав Квасов (В «Динамо» (Батумі)               |

| № | Поз. | Нац.     | Гравець                                           |
| - | ---- | -------- | ------------------------------------------------- |
|   | ВР   | Україна  | Андрій Полтавцев (В оренду в «Авангард»)          |
|   | ЗХ   | Україна  | Євгеній Ткачук (В «Іртиш»)                        |
|   | ПЗ   | Україна  | Олександр Караваєв (Повернення оренди в «Шахтар») |
| 3 | ПЗ   | Білорусь | Михайло Сіваков (В «Оренбург»)                    |
|   | ПЗ   | Україна  | Максим Банасевич (В «Десну»)                      |
|   | НП   | Україна  | Ярослав Квасов (В «Динамо» (Батумі)               |

### «Карпати»
| № | Поз. | Нац.      | Гравець                                             |
| - | ---- | --------- | --------------------------------------------------- |
|   | ВР   | Україна   | Євген Боровик (З «Чорноморця»)                      |
|   | ЗХ   | Україна   | Олексій Дитятьєв (З «Ворскли»)                      |
|   | ЗХ   | Аргентина | Крістіан Пас (В оренду з «Темперлея»)               |
|   | ЗХ   | Україна   | Микола Матвієнко (В оренду з «Шахтаря»)             |
|   | ПЗ   | Україна   | Артем Філімонов (З «Чорноморця»)                    |
|   | ПЗ   | Україна   | Олег Голодюк (З «Ворскли»)                          |
|   | НП   | Україна   | Віктор Хомченко (З «Волині»)                        |
|   | НП   | Україна   | Олексій Гуцуляк (Повернення оренди з «Вільярреала») |
|   | НП   | Бразилія  | Шина (Вільний агент)                                |
|   | НП   | Україна   | Олександр Гладкий (В оренду з «Динамо» (Київ)       |

| № | Поз. | Нац.      | Гравець                                             |
| - | ---- | --------- | --------------------------------------------------- |
|   | ВР   | Україна   | Євген Боровик (З «Чорноморця»)                      |
|   | ЗХ   | Україна   | Олексій Дитятьєв (З «Ворскли»)                      |
|   | ЗХ   | Аргентина | Крістіан Пас (В оренду з «Темперлея»)               |
|   | ЗХ   | Україна   | Микола Матвієнко (В оренду з «Шахтаря»)             |
|   | ПЗ   | Україна   | Артем Філімонов (З «Чорноморця»)                    |
|   | ПЗ   | Україна   | Олег Голодюк (З «Ворскли»)                          |
|   | НП   | Україна   | Віктор Хомченко (З «Волині»)                        |
|   | НП   | Україна   | Олексій Гуцуляк (Повернення оренди з «Вільярреала») |
|   | НП   | Бразилія  | Шина (Вільний агент)                                |
|   | НП   | Україна   | Олександр Гладкий (В оренду з «Динамо» (Київ)       |

| № | Поз. | Нац.      | Гравець                               |
| - | ---- | --------- | ------------------------------------- |
|   | ВР   | Україна   | Олег Мозіль (В оренду в «Буковину»)   |
|   | ЗХ   | Україна   | Артур Новотрясов (В «Іллічівець»)     |
|   | ЗХ   | Україна   | Володимир Костевич (В «Лех»)          |
|   | ЗХ   | Україна   | Василь Кравець (В оренду в «Луго»)    |
|   | ЗХ   | Україна   | Андрій Маркович (В оренду в «Нафтан») |
|   | ПЗ   | Україна   | Сергій Рудика (В «Іллічівець»)        |
|   | ПЗ   | Україна   | Артур Карноза (В «Чорноморець»)       |
|   | ПЗ   | Україна   | Костянтин Ярошенко (Вільний агент)    |
|   | ПЗ   | Україна   | Євген Чумак (Вільний агент)           |
|   | ПЗ   | Україна   | Вадим Страшкевич (В «Верес»)          |
|   | ПЗ   | Україна   | Володимир Савошко (В «Рух» (Винники)  |
|   | НП   | Нігерія   | Габріель Окечукву (Вільний агент)     |
|   | НП   | Вірменія  | Гегам Кадимян (В «Зорю»)              |
|   | НП   | Україна   | Юрій Захарків (Вільний агент)         |
|   | НП   | Аргентина | Густаво Бланко Лещук (В «Шахтар»)     |

| № | Поз. | Нац.      | Гравець                               |
| - | ---- | --------- | ------------------------------------- |
|   | ВР   | Україна   | Олег Мозіль (В оренду в «Буковину»)   |
|   | ЗХ   | Україна   | Артур Новотрясов (В «Іллічівець»)     |
|   | ЗХ   | Україна   | Володимир Костевич (В «Лех»)          |
|   | ЗХ   | Україна   | Василь Кравець (В оренду в «Луго»)    |
|   | ЗХ   | Україна   | Андрій Маркович (В оренду в «Нафтан») |
|   | ПЗ   | Україна   | Сергій Рудика (В «Іллічівець»)        |
|   | ПЗ   | Україна   | Артур Карноза (В «Чорноморець»)       |
|   | ПЗ   | Україна   | Костянтин Ярошенко (Вільний агент)    |
|   | ПЗ   | Україна   | Євген Чумак (Вільний агент)           |
|   | ПЗ   | Україна   | Вадим Страшкевич (В «Верес»)          |
|   | ПЗ   | Україна   | Володимир Савошко (В «Рух» (Винники)  |
|   | НП   | Нігерія   | Габріель Окечукву (Вільний агент)     |
|   | НП   | Вірменія  | Гегам Кадимян (В «Зорю»)              |
|   | НП   | Україна   | Юрій Захарків (Вільний агент)         |
|   | НП   | Аргентина | Густаво Бланко Лещук (В «Шахтар»)     |

### «Олександрія»
| № | Поз. | Нац.    | Гравець                                |
| - | ---- | ------- | -------------------------------------- |
|   | ВР   | Україна | Андрій Бубенцов (В оренду з «Шахтаря») |
|   | ЗХ   | Україна | Валерій Бондаренко (Зі «Скали»)        |
|   | ЗХ   | Україна | Сергій Сімінін (З «Ворскли»)           |

| № | Поз. | Нац.    | Гравець                                |
| - | ---- | ------- | -------------------------------------- |
|   | ВР   | Україна | Андрій Бубенцов (В оренду з «Шахтаря») |
|   | ЗХ   | Україна | Валерій Бондаренко (Зі «Скали»)        |
|   | ЗХ   | Україна | Сергій Сімінін (З «Ворскли»)           |

| № | Поз. | Нац.    | Гравець                                            |
| - | ---- | ------- | -------------------------------------------------- |
|   | ЗХ   | Україна | Максим Жичиков (Повернення оренди в «Шахтар»)      |
|   | ЗХ   | Україна | Олександр Матвєєв (Вільний агент)                  |
|   | ПЗ   | Україна | Богдан Боровський (В оренду в «Інгулець»)          |
|   | НП   | Україна | Роман Яремчук (Повернення оренди в «Динамо» (Київ) |

| № | Поз. | Нац.    | Гравець                                            |
| - | ---- | ------- | -------------------------------------------------- |
|   | ЗХ   | Україна | Максим Жичиков (Повернення оренди в «Шахтар»)      |
|   | ЗХ   | Україна | Олександр Матвєєв (Вільний агент)                  |
|   | ПЗ   | Україна | Богдан Боровський (В оренду в «Інгулець»)          |
|   | НП   | Україна | Роман Яремчук (Повернення оренди в «Динамо» (Київ) |

### «Олімпік»
| №  | Поз. | Нац.    | Гравець                                 |
| -- | ---- | ------- | --------------------------------------- |
| 27 | ПЗ   | Україна | Іван Брікнер (З «Сум»)                  |
| 15 | ПЗ   | Україна | Віталій Гемега (З «Динамо» (Київ)       |
| 11 | НП   | Марокко | Моха (Повернення оренди з «Хімнастіка») |
| 7  | НП   | Україна | Михайло Сергійчук (З «Вереса»)          |

| №  | Поз. | Нац.    | Гравець                                 |
| -- | ---- | ------- | --------------------------------------- |
| 27 | ПЗ   | Україна | Іван Брікнер (З «Сум»)                  |
| 15 | ПЗ   | Україна | Віталій Гемега (З «Динамо» (Київ)       |
| 11 | НП   | Марокко | Моха (Повернення оренди з «Хімнастіка») |
| 7  | НП   | Україна | Михайло Сергійчук (З «Вереса»)          |

| № | Поз. | Нац.    | Гравець                           |
| - | ---- | ------- | --------------------------------- |
|   | ЗХ   | Україна | Артем Барановський (В «Істіклол») |
|   | ЗХ   | Україна | Олександр Варванін (В «Крумкачи») |
|   | ПЗ   | Україна | Кирило Петров (В «Нефтчі»)        |
|   | ПЗ   | Україна | Єгор Демченко (Вільний агент)     |
|   | ПЗ   | Україна | Максим Драченко (В «Зірку»)       |
|   | ПЗ   | Україна | Володимир Танчик (В «Дьїрмот»)    |
|   | НП   | Україна | Володимир Лисенко (В «Десну»)     |
|   | НП   | Україна | Ілля Корнєв (Вільний агент)       |

| № | Поз. | Нац.    | Гравець                           |
| - | ---- | ------- | --------------------------------- |
|   | ЗХ   | Україна | Артем Барановський (В «Істіклол») |
|   | ЗХ   | Україна | Олександр Варванін (В «Крумкачи») |
|   | ПЗ   | Україна | Кирило Петров (В «Нефтчі»)        |
|   | ПЗ   | Україна | Єгор Демченко (Вільний агент)     |
|   | ПЗ   | Україна | Максим Драченко (В «Зірку»)       |
|   | ПЗ   | Україна | Володимир Танчик (В «Дьїрмот»)    |
|   | НП   | Україна | Володимир Лисенко (В «Десну»)     |
|   | НП   | Україна | Ілля Корнєв (Вільний агент)       |

### «Сталь»
| №  | Поз. | Нац.     | Гравець                          |
| -- | ---- | -------- | -------------------------------- |
| 15 | ЗХ   | Україна  | Артем Шабанов (З «Волині»)       |
| 2  | ПЗ   | Бразилія | Леандро да Сілва (Вільний агент) |

| №  | Поз. | Нац.     | Гравець                          |
| -- | ---- | -------- | -------------------------------- |
| 15 | ЗХ   | Україна  | Артем Шабанов (З «Волині»)       |
| 2  | ПЗ   | Бразилія | Леандро да Сілва (Вільний агент) |

| № | Поз. | Нац.    | Гравець                     |
| - | ---- | ------- | --------------------------- |
|   | ПЗ   | Україна | Артем Єсаулов (В «Шамкір»}} |
|   | ПЗ   | Аруба   | Еріксон Дансо (В «Єрв»)     |

| № | Поз. | Нац.    | Гравець                     |
| - | ---- | ------- | --------------------------- |
|   | ПЗ   | Україна | Артем Єсаулов (В «Шамкір»}} |
|   | ПЗ   | Аруба   | Еріксон Дансо (В «Єрв»)     |

### «Чорноморець»
| №  | Поз. | Нац.       | Гравець                                |
| -- | ---- | ---------- | -------------------------------------- |
| 30 | ВР   | Узбекистан | Сергій Смородін (З «Нефтчі» (Фергана)  |
| 96 | ЗХ   | Україна    | Олександр Каплієнко (З «Аланьяспор»у). |
| 3  | ЗХ   | Україна    | Різван Аблітаров (З «Оболонь-Бровару») |
| 10 | ПЗ   | Україна    | Артур Карноза (З «Карпат»)             |
| 20 | ПЗ   | Україна    | Олександр Машнін (З «Реал Фарми»)      |
| 26 | НП   | Бразилія   | Жорже Еліас (З «Капфенберга»)          |

| №  | Поз. | Нац.       | Гравець                                |
| -- | ---- | ---------- | -------------------------------------- |
| 30 | ВР   | Узбекистан | Сергій Смородін (З «Нефтчі» (Фергана)  |
| 96 | ЗХ   | Україна    | Олександр Каплієнко (З «Аланьяспор»у). |
| 3  | ЗХ   | Україна    | Різван Аблітаров (З «Оболонь-Бровару») |
| 10 | ПЗ   | Україна    | Артур Карноза (З «Карпат»)             |
| 20 | ПЗ   | Україна    | Олександр Машнін (З «Реал Фарми»)      |
| 26 | НП   | Бразилія   | Жорже Еліас (З «Капфенберга»)          |

| №  | Поз. | Нац.     | Гравець                                                    |
| -- | ---- | -------- | ---------------------------------------------------------- |
| 66 | ВР   | Україна  | Євген Боровик (До «Карпат»)                                |
|    | ВР   | Україна  | Іван Тюрін (Вільний агент)                                 |
|    | ВР   | Бразилія | Матеус (Вільний агент)                                     |
|    | ЗХ   | Україна  | Сергій Петько (В оренду в «Верес»)                         |
|    | ПЗ   | Україна  | Владислав Калітвінцев (Повернення оренди в «Динамо» (Київ) |
|    | ПЗ   | Україна  | Валерій Куценко (Вільний агент)                            |
|    | ПЗ   | Україна  | Томас Середа (В «Астерас»)                                 |
|    | ПЗ   | Нігерія  | Шериф Іса (Вільний агент)                                  |
| 8  | ПЗ   | Україна  | Артем Філімонов (До «Карпат»)                              |

| №  | Поз. | Нац.     | Гравець                                                    |
| -- | ---- | -------- | ---------------------------------------------------------- |
| 66 | ВР   | Україна  | Євген Боровик (До «Карпат»)                                |
|    | ВР   | Україна  | Іван Тюрін (Вільний агент)                                 |
|    | ВР   | Бразилія | Матеус (Вільний агент)                                     |
|    | ЗХ   | Україна  | Сергій Петько (В оренду в «Верес»)                         |
|    | ПЗ   | Україна  | Владислав Калітвінцев (Повернення оренди в «Динамо» (Київ) |
|    | ПЗ   | Україна  | Валерій Куценко (Вільний агент)                            |
|    | ПЗ   | Україна  | Томас Середа (В «Астерас»)                                 |
|    | ПЗ   | Нігерія  | Шериф Іса (Вільний агент)                                  |
| 8  | ПЗ   | Україна  | Артем Філімонов (До «Карпат»)                              |

### «Шахтар»
| №  | Поз. | Нац.      | Гравець                                            |
| -- | ---- | --------- | -------------------------------------------------- |
|    | ЗХ   | Україна   | Максим Жичиков (Повернення оренди з «Олександрії») |
|    | ЗХ   | Україна   | Михайло Писко (Повернення оренди з «Іллічівця»)    |
| 29 | ПЗ   | Бразилія  | Алан Патрік (Повернення оренди з «Фламенгу»)       |
|    | ПЗ   | Україна   | Олександр Караваєв (Повернення оренди з «Зорі»)    |
|    | НП   | Україна   | Валерій Гришин (Повернення оренди з «Авангарда»)   |
| 99 | НП   | Аргентина | Густаво Бланко Лещук (З «Карпат»)                  |

| №  | Поз. | Нац.      | Гравець                                            |
| -- | ---- | --------- | -------------------------------------------------- |
|    | ЗХ   | Україна   | Максим Жичиков (Повернення оренди з «Олександрії») |
|    | ЗХ   | Україна   | Михайло Писко (Повернення оренди з «Іллічівця»)    |
| 29 | ПЗ   | Бразилія  | Алан Патрік (Повернення оренди з «Фламенгу»)       |
|    | ПЗ   | Україна   | Олександр Караваєв (Повернення оренди з «Зорі»)    |
|    | НП   | Україна   | Валерій Гришин (Повернення оренди з «Авангарда»)   |
| 99 | НП   | Аргентина | Густаво Бланко Лещук (З «Карпат»)                  |

| № | Поз. | Нац.     | Гравець                                      |
| - | ---- | -------- | -------------------------------------------- |
|   | ВР   | Україна  | Андрій Бубенцов (В оренду в «Олександрію»)   |
|   | ЗХ   | Україна  | В'ячеслав Шевчук (Завершив кар'єру)          |
|   | ЗХ   | Україна  | Максим Жичиков (Оренда в «Іллічівець»)       |
|   | ЗХ   | Україна  | Михайло Писко (В оренду в «Гомель»)          |
|   | ЗХ   | Україна  | Микола Матвієнко (В оренду в «Карпати»)      |
|   | ЗХ   | Україна  | Олександр Воловик (В «Актобе»)               |
|   | ПЗ   | Бразилія | Веллінгтон Нем (В оренду в «Сан-Паулу»)      |
|   | ПЗ   | Україна  | Олександр Караваєв (В оренду в «Фенербахче») |
|   | ПЗ   | Україна  | Олександр Мігунов (Оренда в «Іллічівець»)    |
|   | НП   | Україна  | Євген Селезньов (В «Карабюкспор»)            |
|   | НП   | Хорватія | Едуардо (В «Атлетіку Паранаенсе»)            |

| № | Поз. | Нац.     | Гравець                                      |
| - | ---- | -------- | -------------------------------------------- |
|   | ВР   | Україна  | Андрій Бубенцов (В оренду в «Олександрію»)   |
|   | ЗХ   | Україна  | В'ячеслав Шевчук (Завершив кар'єру)          |
|   | ЗХ   | Україна  | Максим Жичиков (Оренда в «Іллічівець»)       |
|   | ЗХ   | Україна  | Михайло Писко (В оренду в «Гомель»)          |
|   | ЗХ   | Україна  | Микола Матвієнко (В оренду в «Карпати»)      |
|   | ЗХ   | Україна  | Олександр Воловик (В «Актобе»)               |
|   | ПЗ   | Бразилія | Веллінгтон Нем (В оренду в «Сан-Паулу»)      |
|   | ПЗ   | Україна  | Олександр Караваєв (В оренду в «Фенербахче») |
|   | ПЗ   | Україна  | Олександр Мігунов (Оренда в «Іллічівець»)    |
|   | НП   | Україна  | Євген Селезньов (В «Карабюкспор»)            |
|   | НП   | Хорватія | Едуардо (В «Атлетіку Паранаенсе»)            |